# Церква Різдва Івана Хрестителя (Тернопіль)
Церква Різдва Івана Хрестителя в Тернополі — парафія і храм Тернопільсько-Зборівської архієпархії Української греко-католицької церкви в Тернополі (деканат м. Тернополя — Східний).

## Історія церкви
Парафія утворена 3 квітня 2001 року, а її адміністратором, а згодом і парохом, було призначено о. Андрія Івасечка. Перша Божественна Літургія просто неба відбулася 7 квітня 2001 року на свято Благовіщення. 7 липня 2001 року о. митрат Василій Семенюк освятив наріжний камінь під будівництво храму, якому під час будівництва допомагав Володимир Ленда.
Церкву зводили за пожертви парафіян. Архітектором проєкту був Михайло Нетриб'як. 10 липня 2005 року владика Василій Семенюк освятив новозбудовану церкву і престіл. Іконостас та іконопис виконав Василь Козловський, а різьбу і столярні конструкції — Юрій Мелих.
При парафії діють:
- Братство «Під Покровом Матері Божої Зарваницької».
- Спільнота «Матері в молитві».
- Вівтарна та Марійська дружини.

У липні 2004 року було започатковано аматорський парафіяльний театр, який ставив вистави «Наталка Полтавка», «Сватання на Гончарівці» та «Маланка». 1 жовтня 2005 року вийшов перший номер парафіяльної газети «Світанок» під редакцією Віталія Матійчука. Остання єпископська візитація відбулася в березні 2010 року, а 3 липня 2011 року архиєпископ і митрополит Василій Семенюк відвідав парафію з нагоди її 10-річчя.

## Парохи
- о. Андрій Івасечко (з квітня 2001),
- о. Олег Хортик (з грудня 2005, сотрудник).